# Jochen Thomas
Jochen Thomas (* 7. August 1925 in Kassel; † 27. April 1995 in Berlin) war ein deutscher Schauspieler, Regisseur und Synchronsprecher.

## Leben
Jochen Thomas wuchs in Kassel auf und studierte nach seinem Schulabschluss zunächst Medizin.
Nach dem Ende des Zweiten Weltkrieges nahm er in Leipzig von 1946 bis 1948 privaten Schauspielunterricht. Sein Debüt als Theaterschauspieler gab er an der Leipziger Volksbühne. Nach abgeschlossener Ausbildung sammelte er Bühnenerfahrung bei Festengagements am Landestheater Altenburg und in Halle. Ab 1952 gehörte Thomas zum Ensemble des Maxim-Gorki-Theaters in Berlin und begann gleichzeitig seine Karriere bei der DEFA. 
Als Schauspieler vor der Kamera spielte er von 1952 bis 1991 in mehr als 90 Film- und Fernsehproduktionen mit. Ab Mitte der 1950er-Jahre gehörte Thomas auch zum Schauspielensemble des Fernsehens der DDR.
Bei der DEFA übernahm er häufig „einprägsame proletarische Gestalten“, so spielte er 1954 unter der Regie von Wolfgang Staudte einen Fischer in dem Filmdrama Leuchtfeuer. Im Jahr 1958 übernahm er die Rolle des Arbeiters Lindquist in der Literaturverfilmung Der Lotterieschwede nach einer Novelle von Martin Andersen Nexø. Auf der Kinoleinwand war Thomas außerdem als Krieger Ganem in Siegfried Hartmanns Hatifa (1960), als Oberfeldwebel Burgkert in Joachim Kunerts Die Abenteuer des Werner Holt (1965) und in Roland Oehmes Der Mann, der nach der Oma kam (1972) als Karl Angermeier zu sehen. 
In der siebenteiligen TV-Familienserie Aus dem Tagebuch eines Minderjährigen (1965) spielte er neben Helga Raumer und Bernd Siegmundt eine der Hauptrollen. Gastrollen hatte er in den populären DDR-Serien Rentner haben niemals Zeit (1978), Geschichten übern Gartenzaun (1982) und Treffpunkt Flughafen (1986). Besondere Aufmerksamkeit erhielt auch seine Darstellung des Bürgermeisters Udo Patschek in Schwester Agnes (1975), wo an der Seite von Agnes Kraus die männliche Hauptrolle spielte. Auch in Monarchen-Rollen war Thomas zu sehen. Der In aller Freundschaft-Star Dieter Bellmann besetzte ihn als König für seinen Märchenfilm Dornröschen (1980). Thomas wirkte auch bei den Stacheltier-Kurzfilmen mit. 1991 hatte er in den Fernsehserien Agentur Herz und Viel Rummel um den Skooter seine letzten Rollen vor der Kamera.
Er führte bei über 20 Spielfilmen die Regie und war auch als Drehbuchautor tätig. Er war zudem umfangreich als Synchronsprecher aktiv. Als Fernsehregisseur inszenierte er schwerpunktmäßig Unterhaltungsproduktionen; häufig auch heiter-besinnliche Stoffe nach Drehbüchern des Autors Alexander Kent. Neben dem Schauspiel beschäftigte er sich auch mit Gesang und Tanz und war Mitglied beim Erich-Weinert-Ensemble der NVA der DDR.
Im Jahr 1977 wurde er mit dem Vaterländischen Verdienstorden in Silber und im Jahr 1986 in Gold ausgezeichnet.
Jochen Thomas war mit der Tänzerin und Choreografin Lore Grass verheiratet. Aus der Ehe ging eine Tochter, die Schauspielerin Tatjana Thomas, mit der Jochen Thomas wiederholt selbst vor der Kamera stand, hervor. Jochen Thomas starb am 27. April 1995 nach längerer Krankheit im Alter von 69 Jahren. Seine Grabstätte befindet sich auf dem Friedhof Biesdorf.

## Filmografie (Auswahl)
- 1952: Schatten über den Inseln
- 1953: Jacke wie Hose
- 1954: Leuchtfeuer
- 1954: Ernst Thälmann – Sohn seiner Klasse
- 1954: Ernst Thälmann – Führer seiner Klasse
- 1955: Star mit fremden Federn
- 1955: Der Teufel vom Mühlenberg
- 1956: Drei Mädchen im Endspiel
- 1956: Schlösser und Katen
- 1957: Rivalen am Steuer
- 1957: Vergeßt mir meine Traudel nicht
- 1957: Das Stacheltier: Das Gesellschaftsspiel – Eine unglaubliche Geschichte oder?
- 1957: Polonia-Express
- 1957: Das Stacheltier: Fridericus Rex – Elfter Teil
- 1958: Geschwader Fledermaus
- 1958: Der Lotterieschwede
- 1958: Das Lied der Matrosen
- 1959: Bevor der Blitz einschlägt
- 1959: Fernsehpitaval: Der Fall Jakubowski (Fernsehreihe)
- 1959: Eine alte Liebe
- 1960: Hatifa
- 1960: Immer am Weg dein Gesicht
- 1960: Die schöne Lurette
- 1961: Gewissen in Aufruhr
- 1962: Die aus der 12b
- 1962: Revue um Mitternacht
- 1962: Tanz am Sonnabend – Mord?
- 1963: Blaulicht: Heißes Geld
- 1963: Karbid und Sauerampfer
- 1963: Geliebte weiße Maus
- 1964: Die goldene Gans
- 1965: Die Abenteuer des Werner Holt
- 1965: … nichts als Sünde
- 1965: Aus dem Tagebuch eines Minderjährigen (TV-Serie)
- 1967: Die Fahne von Kriwoj Rog
- 1967: Schüsse unterm Galgen
- 1968: Gib acht auf Susi
- 1968: Der Mord, der nie verjährt
- 1968: Weiße Wölfe
- 1972: Der Mann, der nach der Oma kam
- 1973: Wenn die Tauben steigen
- 1974: Aber Vati!
- 1975: Schwester Agnes
- 1975: Broddi
- 1978: Rentner haben niemals Zeit (TV-Serie)
- 1979: Aber Vati! – Fünf Jahre danach
- 1980: Dornröschen
- 1982: Der Lumpenmann
- 1982: Geschichten übern Gartenzaun (TV-Serie)
- 1984: Das Puppenheim in Pinnow
- 1986: Treffpunkt Flughafen (TV-Serie)
- 1989: Tierparkgeschichten (TV-Serie)
- 1989: Eine Frau für drei
- 1989: Barbaron
- 1990: Unerwartete Bescherung
- 1991: Erzähl mir nichts von Afrika
- 1991: Agentur Herz (TV-Serie)
- 1991: Viel Rummel um den Skooter (TV-Serie)

## Synchronrollen (Auswahl)
- 1957: Severin Bijelic als Thomas in Bahnraub in Belgrad

## Hörspiele
- 1953: Friedrich Wolf: Krassin rettet Italia – Regie: Joachim Witte (Hörspiel – Berliner Rundfunk)
- 1958: Rolf Schneider: Widerstand – Regie: Wolfgang Brunecker (Rundfunk der DDR)
- 1959: Rolf H. Czayka: Der Wolf von Benedetto – Regie: Wolfgang Brunecker (Hörspiel – Rundfunk der DDR)
- 1961: Ludovit Fil'an: Und es werde Licht … (Cyrill) – Regie: Hans Knötzsch (Hörspiel (2. Preis im internationalen Hörspielwettbewerb) – Rundfunk der DDR)
- 1961: Bernhard Seeger: Unterm Wind der Jahre (Heideck) – Regie: Theodor Popp (Hörspiel – Rundfunk der DDR)
- 1961: Klaus Beuchler: Der Fall Stetson (Perry Fletcher) – Regie: Werner Grunow (Hörspiel – Rundfunk der DDR)
- 1962: Gerhard Stübe: Das Südpoldenkmal (Wisting) – Regie: Fritz Göhler (Hörspiel – Rundfunk der DDR)
- 1963: Anna Elisabeth Wiede: Das Untier von Samarkand – Regie: Flora Hoffmann (Kinderhörspiel – Rundfunk der DDR)
- 1963: Joachim Wohlgemuth: Der Schweine-Wilhelm – Regie: Werner Grunow (Rundfunk der DDR)
- 1964: Alexander Kent: Grenzstation – Regie: Wolfgang Brunecker (Rundfunk der DDR)
- 1964: Józef Hen/Jadwiga Plonska: Skandal in Gody (Pfarrer) – Regie: Edgar Kaufmann (Hörspiel – Rundfunk der DDR)
- 1965: Peter Weiss: Die Ermittlung – Regie: Wolfgang Schonendorf (Rundfunk der DDR)
- 1967: Klaus Beuchler: Alltag eines Arztes (Alfons Schwirr) – Regie: Uwe Haacke (Hörspiel – Rundfunk der DDR)
- 1967: Michail Scholochow: Fremdes Blut (Fjodor) – Regie: Werner Grunow (Hörspiel – Rundfunk der DDR)
- 1968: Ion Druze: Wenn der Hahn kräht (Andrej) – Regie: Helmut Molegg (Hörspiel – Rundfunk der DDR)
- 1969: Fritz Selbmann: Ein weiter Weg (Skoffronek) – Regie: Fritz-Ernst Fechner (Hörspiel (8 Teile) – Rundfunk der DDR)
- 1969: Claude Prin: Potemkin 68 (Bauer) – Regie: Edgar Kaufmann (Hörspiel – Rundfunk der DDR)
- 1970: Michail Schatrow: Der sechste Juli (Posten) – Regie: Helmut Hellstorff (Hörspiel – Rundfunk der DDR)
- 1970: Horst Bastian: Deine Chance zu leben – Regie: Detlef Kurzweg (Hörspiel – Rundfunk der DDR)
- 1971: Bruno Gluchowski: Stahl von der Ruhr (Tomschak) – Regie: Helmut Hellstorff (Hörspiel nach „Blutiger Stahl“ (3 Teile) – Rundfunk der DDR)
- 1973: Hans-Ulrich Lüdemann: Überlebe das Grab (Onkel) – Regie: Werner Grunow (Rundfunk der DDR)
- 1974: Ján Milczák: Die letzten Drei (Elias) – Regie: Helmut Hellstorff (Rundfunk der DDR)
- 1974: Rolf Gumlich: Krach in Dagenow (Montag) – Regie: Werner Grunow (Hörspiel – Rundfunk der DDR)
- 1975: Linda Teßmer: Der Fall Tina Bergemann (Horst Ulrich) – Regie: Hannelore Solter (Rundfunk der DDR)
- 1976: Heinrich von Kleist: Michael Kohlhaas (Thomas) – Regie: Hans-Dieter Meves (Rundfunk der DDR)
- 1976: Helmut Bez: Zwiesprache halten (Bürgermeister) – Regie: Joachim Staritz (Rundfunk der DDR)
- 1976: Joachim Brehmer: Meine Frau Inge und meine Frau Schmidt (Traumerzähler) – Regie: Achim Scholz (Rundfunk der DDR)
- 1976: Hans Skirecki: Hinter Wittenberge – Regie: Barbara Plensat (Hörspiel – Rundfunk der DDR)
- 1976: Wassili Schuschin: Energische Leute (Einfacher Mann) – Regie: Wolfgang Schonendorf (Hörspiel – Rundfunk der DDR)
- 1977: Carlos Coutinho: Die letzte Woche vor dem Fest (Norberto) – Regie: Helmut Hellstorff (Hörspiel – Rundfunk der DDR)
- 1980: Volksbuch: Fortunatus’ Glückssäckel oder die Kunst, reich zu sein (Wirt) – Regie: Andreas Scheinert (Hörspiel – Litera)
- 1986: Michael Kautz: Gisa (Vater) – Regie: Werner Grunow (Hörspiel – Rundfunk der DDR)
- 1991: Edgar Hilsenrath: Das Märchen vom letzten Gedanken – Regie: Peter Groeger (Hörspiel – SFB/HR)